# قرار مجلس الأمن التابع للأمم المتحدة رقم 1896
قرار مجلس الأمن التابع للأمم المتحدة رقم 1896 المتخذ بالإجماع في سنة 30 نوفمبر 2009.

## القرار
أدان مجلس الأمن استمرار الاتجار غير المشروع بالأسلحة في جمهورية الكونغو الديمقراطية، وقرر تمديد وتوسيع حظر الأسلحة ونظام العقوبات المرتبط به حتى 30 تشرين الثاني / نوفمبر 2010.
أنشئ نظام العقوبات في عام 2003، ويتألف من حظر توريد الأسلحة إلى الجماعات المسلحة في البلد والتي ليست جزءًا من وحدات الجيش أو الشرطة المتكاملة للحكومة، فضلاً عن حظر السفر وتجميد الأصول لمن ينتهكون الحظر، على النحو المحدد في القرارات 1493 (2003) و1596 (2005) و1698 (2006) و1771 (2007) و1807 (2008) و1857 (2008).
باعتماد القرار 1896 (2009) بالإجماع، بموجب الفصل السابع من ميثاق الأمم المتحدة، وسع المجلس أيضًا ولاية لجنته الفرعية لتشمل إصدار مبادئ توجيهية لإدراج وإخطار الأفراد الخاضعين للعقوبات، لإجراء مشاورات منتظمة مع الدول الأعضاء المعنية بضمان التنفيذ الكامل للقرار وتحديد المعلومات الضرورية التي يجب على الدول توفيرها للوفاء بمتطلبات الإخطار.
كما مدد المجلس ولاية فريق الخبراء للفترة نفسها، ووسعها لتشمل وضع توصيات بشأن المبادئ التوجيهية لبذل العناية الواجبة لشراء المنتجات المعدنية من جمهورية الكونغو الديمقراطية، والحصول عليها، وحيازتها، وتجهيزها. وطُلب من المجموعة تركيز أنشطتها على شمال وجنوب كيفو وإيتوري والمقاطعة الشرقية، وكذلك على الشبكات الإقليمية والدولية التي تقدم الدعم للجماعات المسلحة العاملة في شرق الكونغو.
بعبارات أخرى، دعا المجلس جميع الدول، ولا سيما دول المنطقة والدول التي يوجد بها أفراد وكيانات خاضعة للعقوبات، إلى تنفيذ القرار بالكامل. وقد طُلب من الدول التي لم تفعل ذلك بعد أن تقدم تقريراً إلى اللجنة، في غضون 45 يوماً، عن إجراءاتها. وطالب المجلس كذلك جميع الأطراف وجميع الدول بضمان تعاون الأفراد والكيانات مع فريق الخبراء الخاضعين لولايتها أو الخاضعين لسيطرتها. وفي هذا الصدد، يُطلب من الدول تحديد جهة تنسيق للجنة.
سيستعرض المجلس التدابير المنصوص عليها في هذا القرار عند الاقتضاء، ولكن في موعد أقصاه 30 تشرين الثاني / نوفمبر 2010، بهدف تعديلها في ضوء الحالة الأمنية في جمهورية الكونغو الديمقراطية، ولا سيما التقدم المحرز في إصلاح قطاع الأمن وفي دمج القوات المسلحة وإصلاح الشرطة الوطنية ونزع سلاح الجماعات المسلحة الكونغولية والأجنبية وتسريحها وإعادتها إلى الوطن وإعادة توطينها وإعادة إدماجها.